# Hardcore techno
Hardcore techno (unutar te scene nazivan jednostavno hardcore, a u Nizozemskoj se još naziva hardcore house, no to zna doći do zabune kod slušatelja punk glazbe zbog toga što se riječ "hardcore" također koristi kao skraćenica za hardcore punk) je jedan od krupnijih podvrsta techna, new beat, EDM-a i elektroničke glazbe uopće. Razvio se u razdoblju ranih 90-ih pa do njihove sredine, kada i doživljava svoj vrhunac, u velikim industrijskim i postindustrijskim gradovima, a smatra se stilskim potomkom industriala i rane elektroničke glazbe, više usmjerene ritmu nego melodiji. New beat je direktni prethodnik hardcore techno i njegovih muzičkih pod-žanrova (u ovom trenutku poznat kao rave music).

## Nastanak
Izvori navode da je "We Have Arrived" iz 1990. bio prvi hardcore rad, koji je producirao Marc Trauner, DJ i producent iz Frankfurta, pod pseudonimom Mescalinum United, a neki izvori navode da je bio objavljen još 1989. u njegovoj producentskoj kući Planet Core Productions (PCP), a kao prauzoran se navodi pjesma Rotterdam Termination Sourcea - "Poing!" iz 1992. Te godine je Paul Elstak (nekada član hardcore/gabber sastava Euromasters) osnovao svoju producentsku kuću Rotterdam Records i prva stvar koja je na njemu izašla je bila Euromasters - "Amsterdam waar lechch dat an?".

## Osobine žanra i ideje
Osobine žanra i osnovne ideje koje se privlače kroz glazbu.
Zaštitni znak hardcore-a je brzi i izrazito agresivan ritam koji se kreće u rasponu od 160 do 200-220 BPM-a.Iako to nije pravilo jer postoje uradci i na 130 bpm-a pa na dalje, što su varijante/načini produkcije i stilovi u istoj. Sve iznad moglo bi se reći da spada u speedcore i(li) terrorcore, zaseban stil koji se izdvojio iz hardcorea svojom brzinom i načinom produkcije, iako neke varijante hardcorea tzv. New style hardcore, darkcore, doomcore i još neki se ritmički kreću oko standardnih 140-170 BPM-a iako to naravno nije standard kao niti u bilo kojoj drugoj vrsti glazbe. Stilovi se najviše razlikuju zvukom i načiniom produkcije, a ne brzinom određene glazbe. Još više osobinski su uzorci koji se koriste pri produkciji ovog žanra, a to su karakteristični set zvukova TR-909 ritam stroja (hand clap, snare) distorziran, a zatim kompresiran. Ovo posebno važi za bass drum, koji daje prepoznatljivost ovom stilu na globalnoj razini. Još jedna osobnost hardcorea je korištenje uzoraka iz horror filmova, drama, ratnih ili akcijskih filmova, kao i iz hip hop gangsta radova ili iz heavy metal radova. Naravno, to isto tako nije pravilo, kao niti uređaji kojima se određeni umjetnici koriste, programi u kojima rade, VST-i koje koriste i sample-ovi koje rabe da bi postigli željeni rezultat. Način produkcije i ono što se koristi u istoj ovisi o samom umjetniku koji sam odabire način na koji će raditi vlastiti materijal.

## Hardcore techno u Hrvatskoj
Hardcore techno scena u Hrvatskoj je na niskoj razini s povremenim događajima.
Hrvatski predstavnici:
- DJ bLURiX
- DJ DraCo
- DJ Nozebleed
- Double O
- Evil N-Gin
- Filth Factory
- Orpheus (poznat i kao Crippled)
- Kriss Damage
- Phobos
- Žznić Crew

## Producentske kuće
- Aftermatch
- Audiogenic
- Central Rock Records
- Choose Or Lose
- D-Boy Black Label
- Diggarama
- Enzyme Records
- DNA Tracks
- Genosha Recordings
- Hard Kryptic Records
- Impulse Records
- Industrial Strength Records
- Irrational Impules
- Masters of Hardcore
- Megarave Records
- Meta 4
- Neophyte Records
- Neurotoxic Records
- Nordcore Records
- Offensive Records
- Psychik Genocide France
- Rotterdam Records
- Sharpnelsound
- Six Feet Underground Records
- Symp.Tom
- The Devil's Brood
- Third Movement
- Thunderdome Records
- Traxtorm Records